# اسکچرز
اسکچرز (انگلیسی: Skechers) یک شرکت تولیدکننده کفش در کشور ایالات متحده آمریکا است.
این شرکت که در سال ۱۹۹۲ تأسیس شده مقر آن در منهتن بیچ، کالیفرنیا قرار دارد در زمینه تولید کفش‌های ورزشی، کفش اسکیت، چکمه و صندل می‌باشد، همچنین اسکچرز در کنار تولید کفش محصولاتی همچون کلاه، عینک، لباس، کیف و جوراب نیز تولید می‌کند.

## نگارخانه

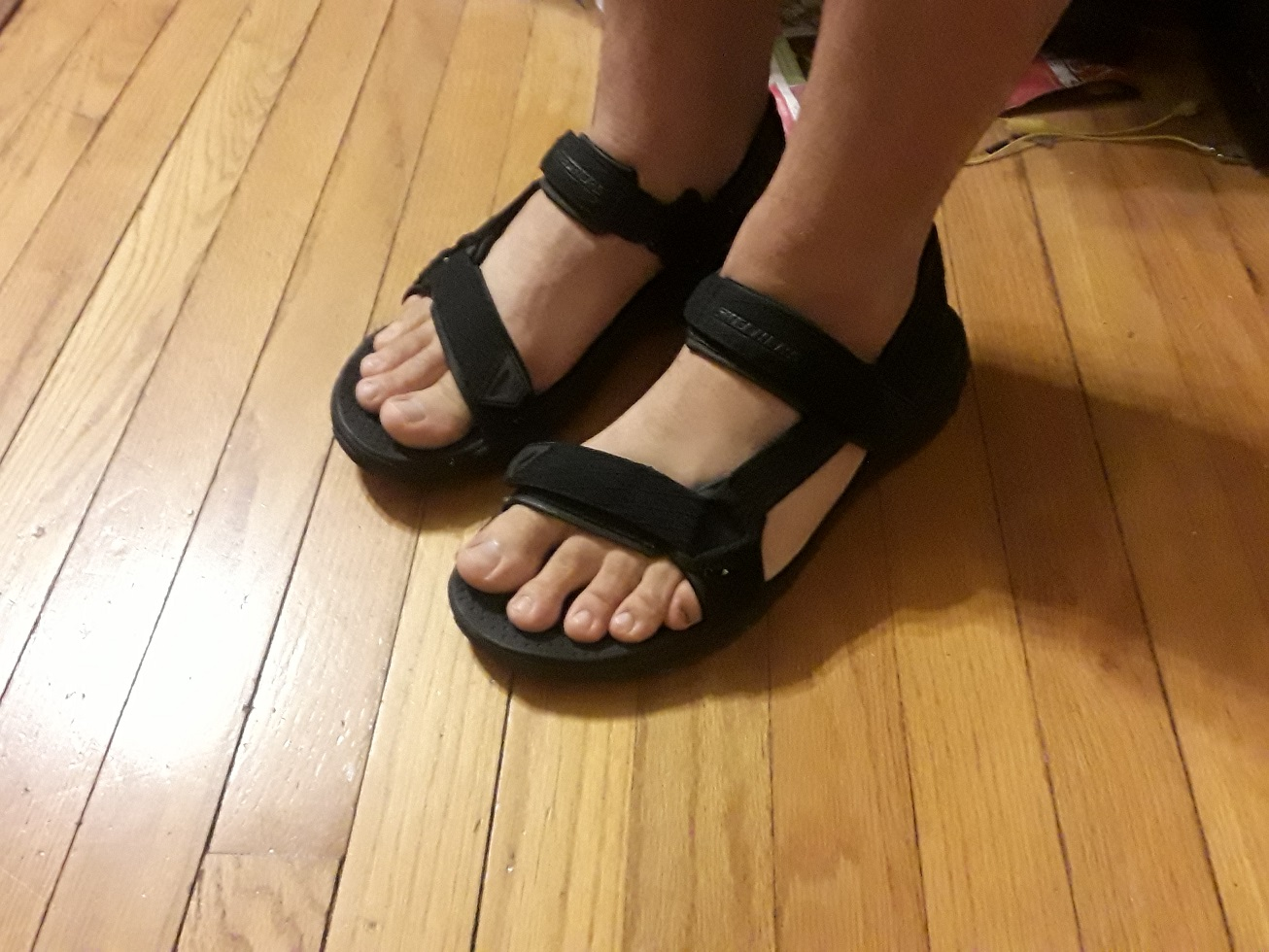
یک نمونه صندل
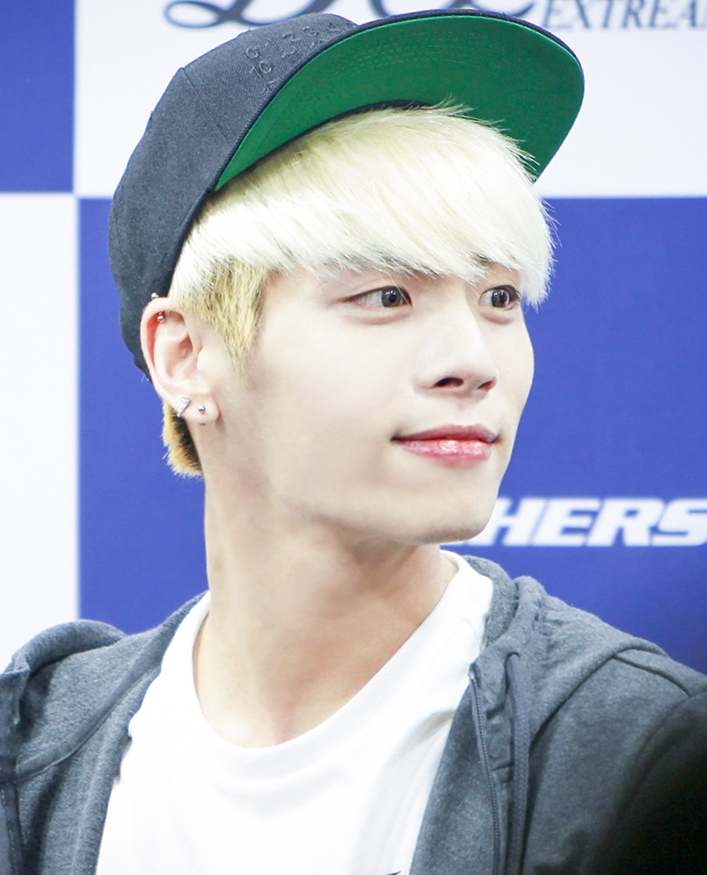
یک نمونه کلاه
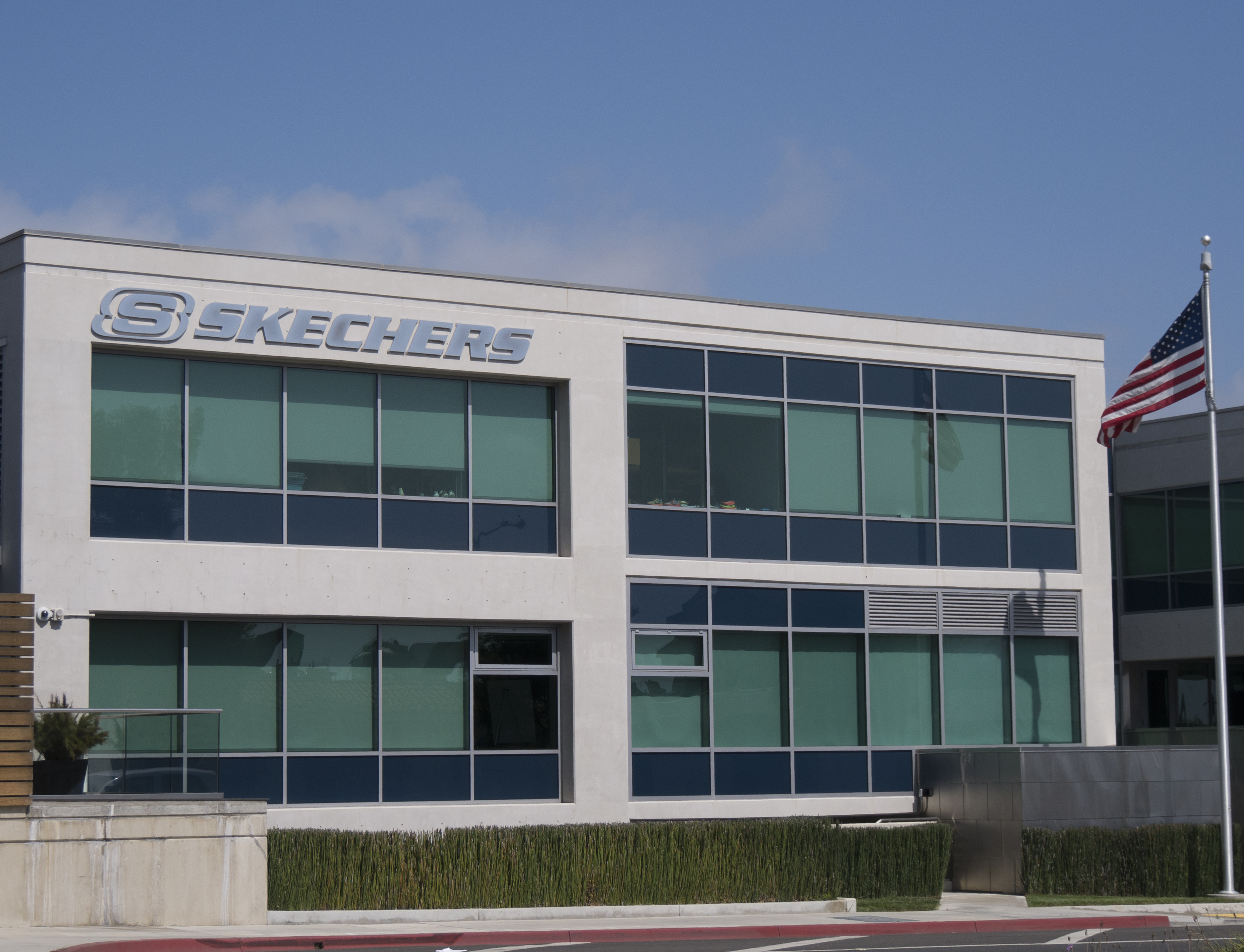
ساختمان مقر شرکت
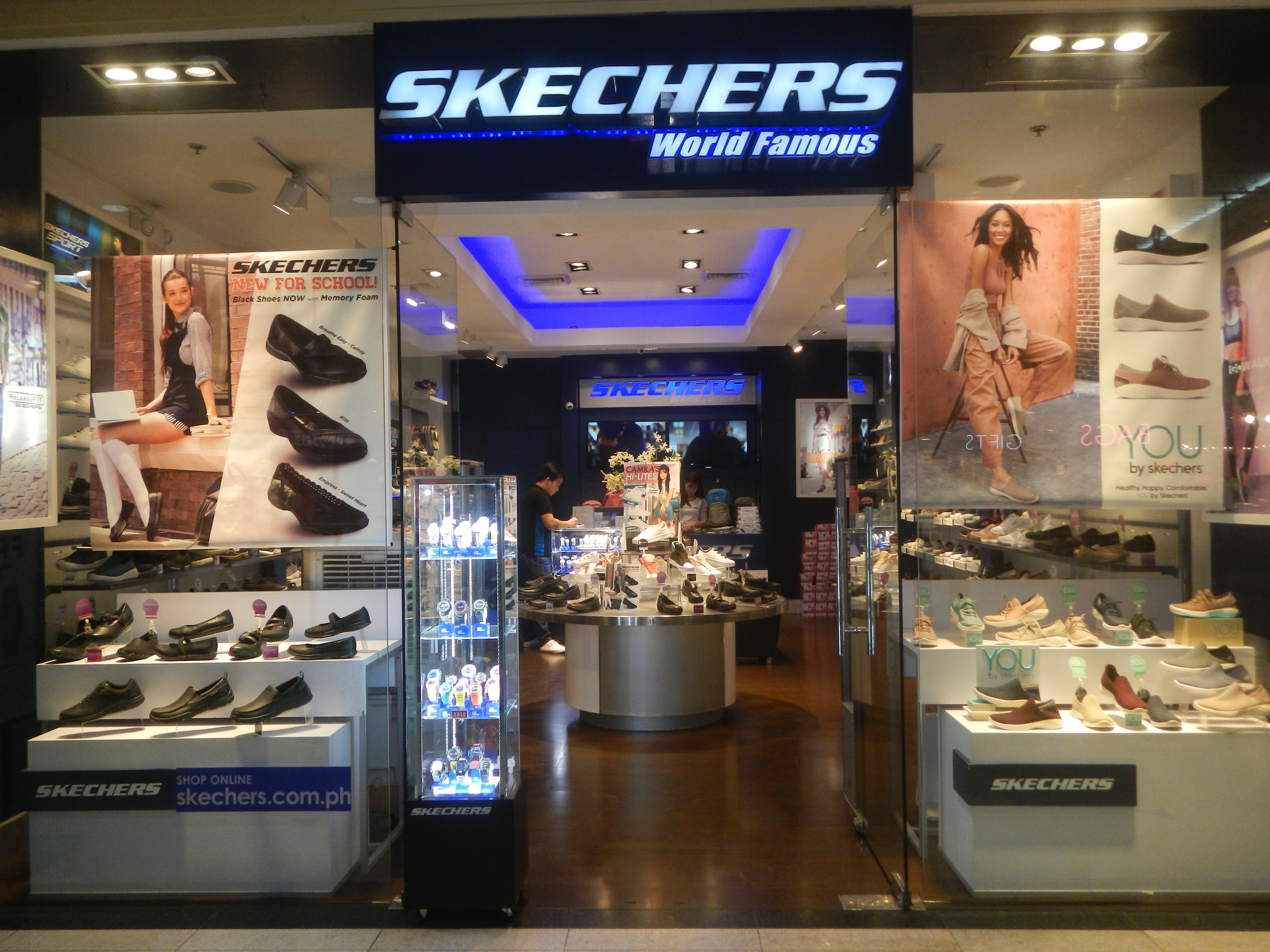
نمایندگی در کزون سیتی، فیلیپین
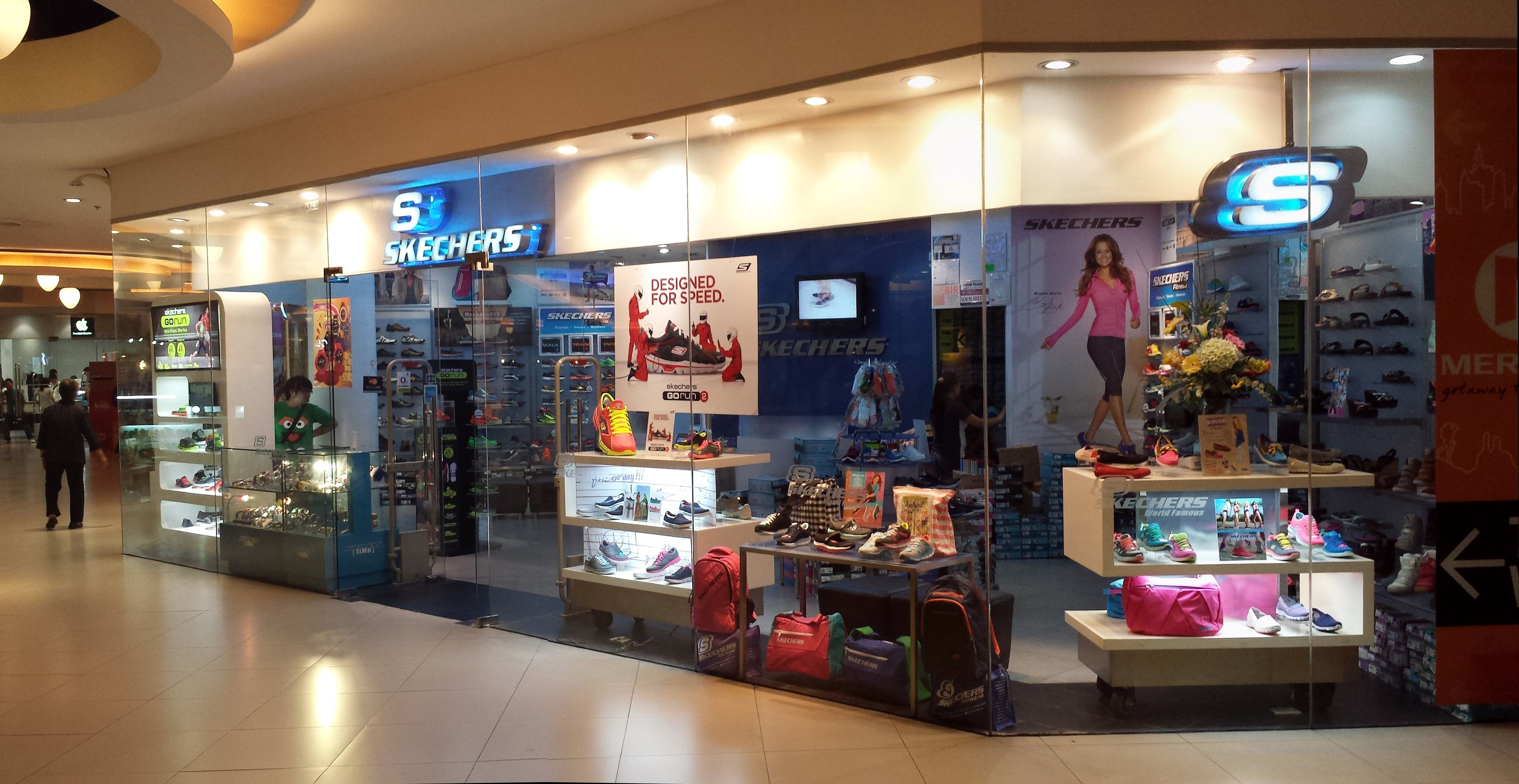
نمایندگی در مانیل، فیلیپین
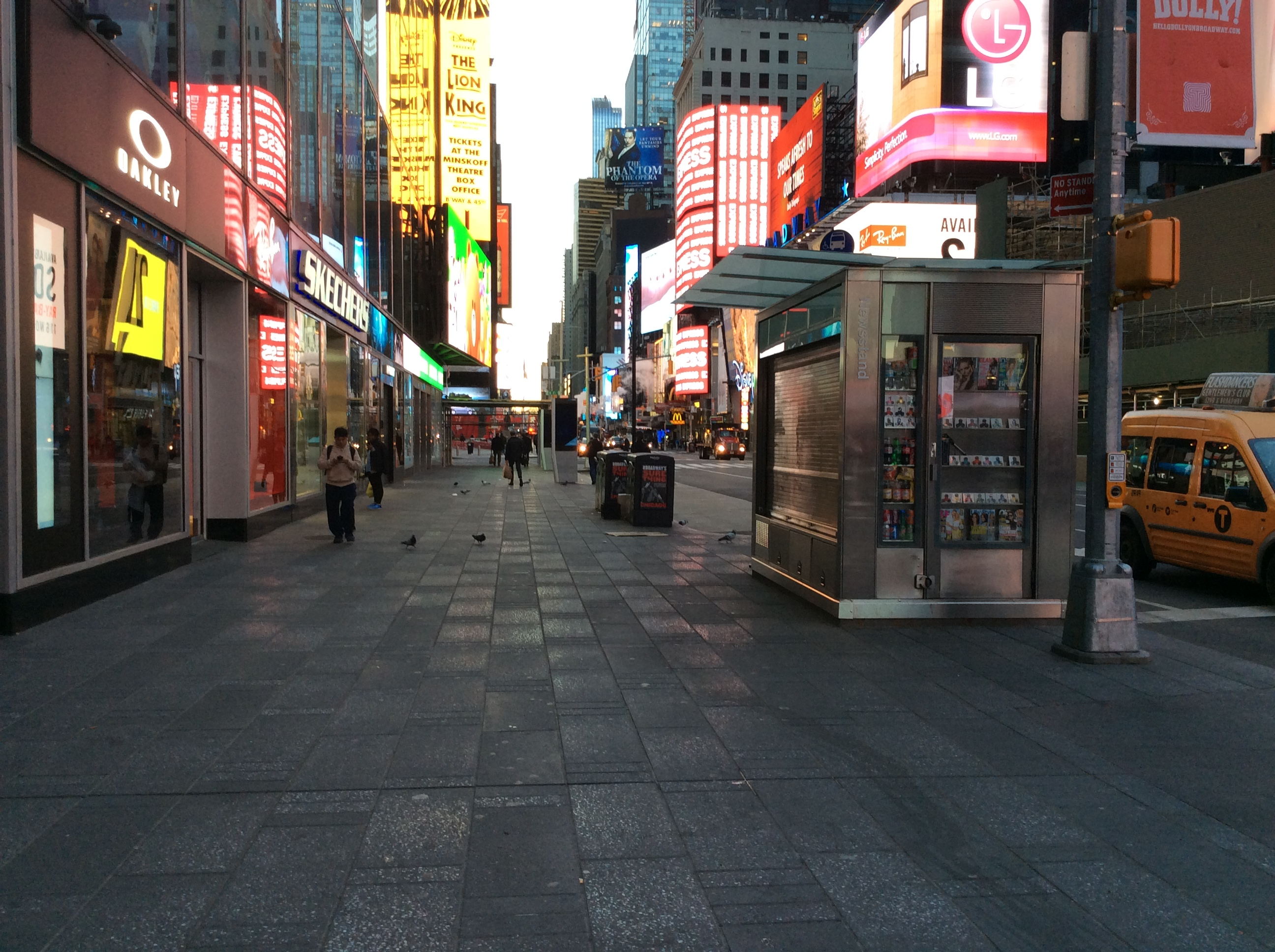
نمایندگی در میدان تایمز، نیویورک
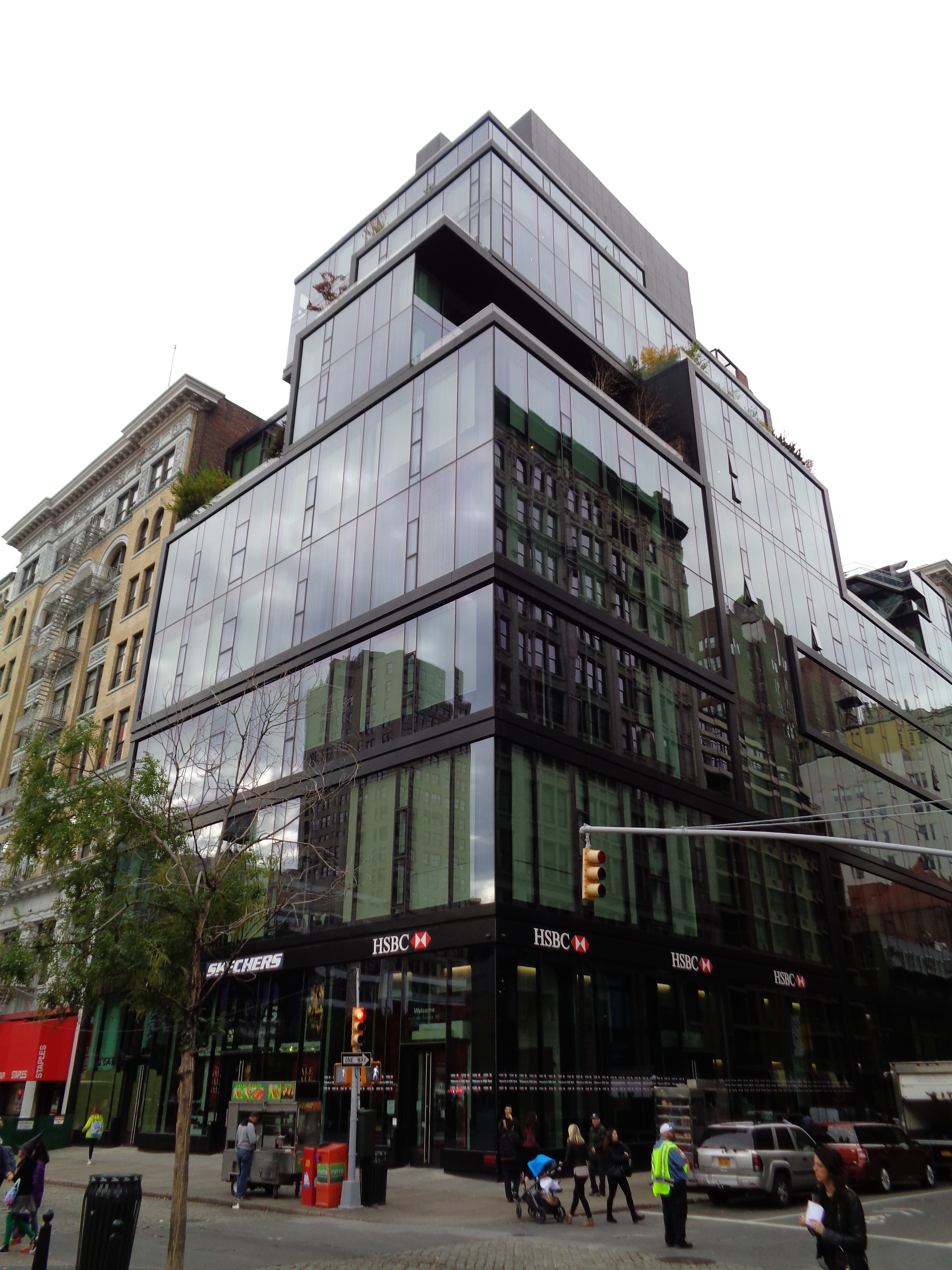
نمایندگی در خیابان پانزدهم نیویورک
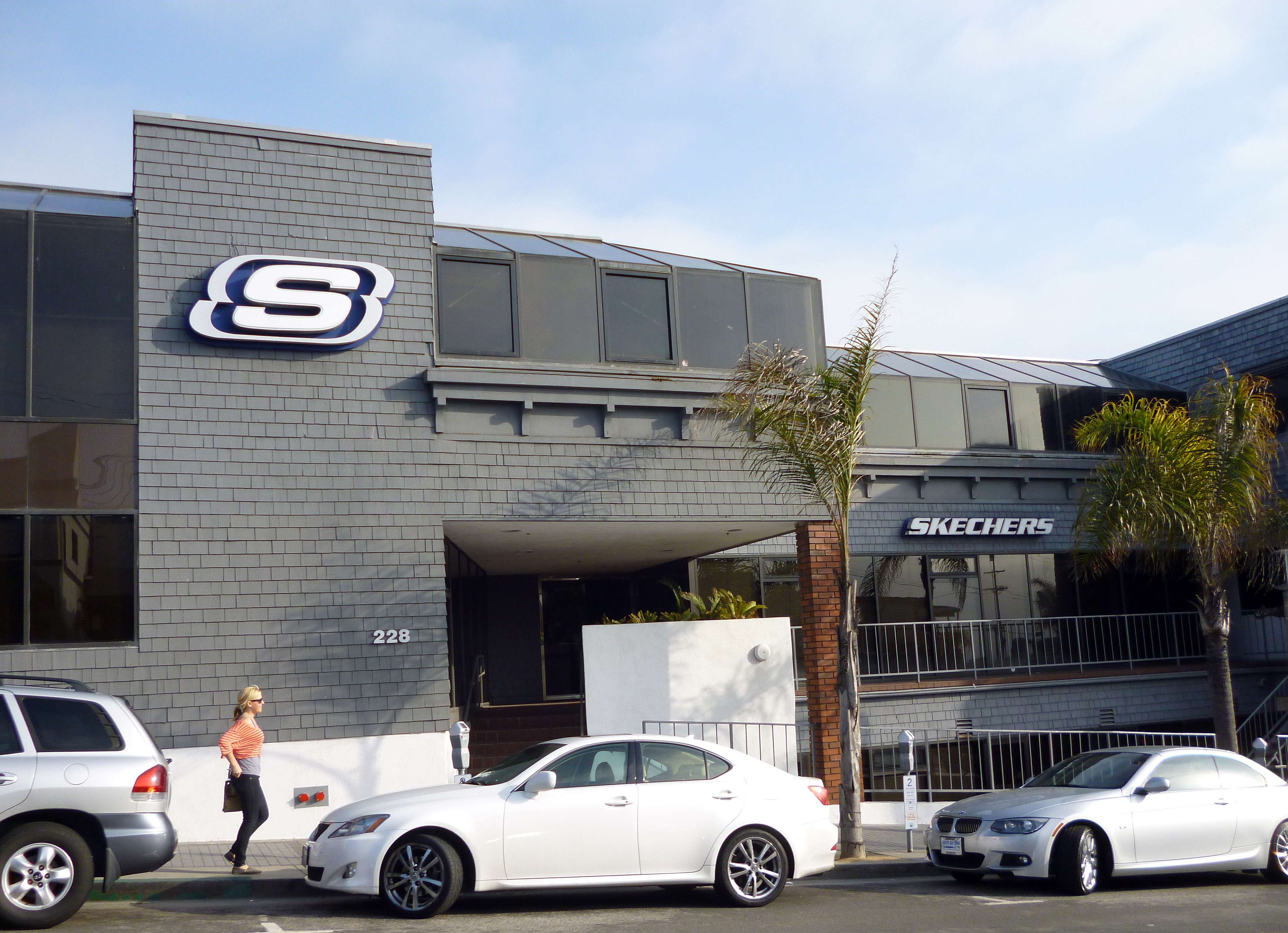
نمایندگی در منهتن بیچ، کالیفرنیا
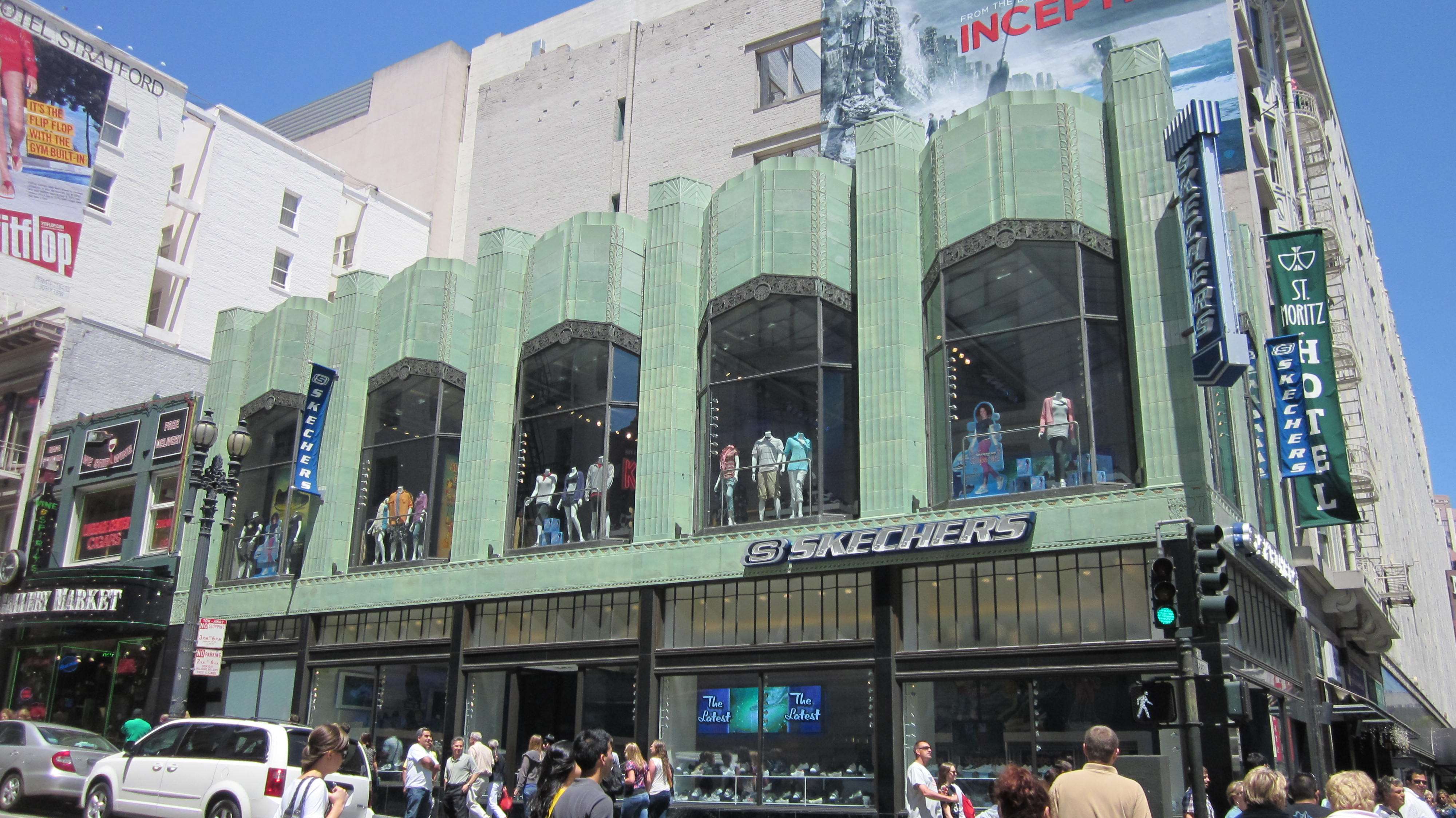
نمایندگی در سان فرانسیسکو، آمریکا